# 堡區
堡區（Bow，/ˈboʊ/）是英格蘭倫敦東區的一個地區，屬於哈姆雷特塔倫敦自治市。這一地區的大部分土地被用作住宅區使用，位於查令十字以東4.6英里（7.4）。堡區距2012年奧運會倫敦奧林匹克公園很近。